# Teramnus flexilis
Teramnus flexilis är en ärtväxtart som beskrevs av George Bentham. Teramnus flexilis ingår i släktet Teramnus och familjen ärtväxter. Inga underarter finns listade i Catalogue of Life.